# Édouard Teutsch
Pour les articles homonymes, voir Teutsch.
Édouard Teutsch (né le 5 novembre 1832 à Wingen-sur-Moder et mort dans cette même ville le 14 octobre 1908) est un maître verrier.
Il a été élu au Reichstag en 1874 en tant que député protestataire de Saverne. Il signe avec les quatorze autres députés protestataires la motion suivante au bureau du Reichstag : « Plaise au Reichstag décider que les populations d'Alsace-Lorraine qui, sans avoir été consultées, ont été annexés à l'Empire allemand par le Traité de Francfort, soient appelées à se prononcer spécialement sur cette annexion. ». Il est chargé de la présenter au Reichstag le 18 février, mais après l'intervention de  l'évêque Paul Dupont des Loges, la déclaration n'est donc suivi d'aucun débat. 
Une rue de Strasbourg est nommée en son honneur.